# Chiesa del Corpus Domini (Siena)
La chiesa del Corpus Domini è una chiesa parrocchiale situata a Siena, nel quartiere di San Miniato, tra via Aldo Moro e via Palmiro Togliatti.

## Storia
La nuova chiesa, con l'annesso centro parrocchiale costituisce una specie di porta verso il nuovo quartiere di San Miniato lungo la principale strada di collegamento con la città.
Fu progettata dall'architetto Augusto Mazzini e completata nel 1994. Ricevette dall'arcivescovo Gaetano Bonicelli il titolo del Corpus Domini a memoria del XXII Congresso eucaristico nazionale, che proprio a Siena si era tenuto nel maggio del 1994.
A causa di alcuni problemi di stabilità delle coperture, già dai primi anni del XXI secolo la chiesa dovette chiudere alle liturgie. Una serie di restauri vennero eseguiti tra il 2016 e il 2018 dall'architetto Edoardo Milesi, con integrazioni nel rispetto del progetto originario, e la chiesa poté riaprire al culto nel 2019.

## Descrizione
Il complesso parrocchiale è costituito dalla chiesa, la sagrestia e la cappella feriale, che si trovano allo stesso livello; al piano inferiore si trova una grande cripta, usata in realtà come salone pluriuso.
Ad assecondare l'andamento del terreno, e collegati dai percorsi esterni e interni, sono disposti i volumi del centro parrocchiale, articolati attorno ad un semichiostro; ai piani superiori si trova, distribuita su due livelli, la casa canonica. Una piccola piazzetta-terrazzo, accessibile anche dall'esterno, è messa a cerniera tra i due blocchi principali.
L'impianto della chiesa è basato su una maglia di 9x9 m, che nella cripta si legge chiaramente nell'orditura dei quattro pilastri e nella composizione delle nove cupole ribassate. Nell'aula invece non esistono pilastri intermedi, ma solo pilastrature perimetrali. Su questi speciali pilastri, staccati solo per metà dalle pareti, si appoggiano le grandi travature reticolari in legno, 27 m di luce, che incidono lo spazio alludendo a tre navate.
La torre campanaria e il portico, in forma di baldacchino, sono distinti dal corpo della chiesa e disposti sulla piazza-sagrato.
Durante i restauri del 2018 sono stati collocati il nuovo altare, l'ambone e fonte battesimale, opere dello scultore Giancarlo Defendi, e due grandi tele laterali realizzate da Gianriccardo Piccoli.